# Luffariella geometrica
Luffariella geometrica är en svampdjursart som beskrevs av James Barrie Kirkpatrick 1900. Luffariella geometrica ingår i släktet Luffariella och familjen Thorectidae.
Artens utbredningsområde är havet kring Tuvalu. Inga underarter finns listade i Catalogue of Life.